# Anisogona hilaomorpha
Anisogona hilaomorpha es una especie de polilla de la familia Tortricidae. Se encuentra en Australia.